# Síndrome de Morvan
A síndrome de Morvan ou coreia fibrilar de Morvan (CMF) é uma constelação rara de sintomas neurológicos, que consiste em hiperexcitabilidade dos nervos periféricos, instabilidade autonómica e encefalopatia, frequentemente associada a auto-anticorpos contra os complexos de canais de potássio dependentes da voltagem (VGKCs).
Em 12 de abril de 1890, o médico francês Dr. Augustine Marie Morvan publicou pela primeira vez uma nova descrição desta síndrome neurológica na La Gazette Hebdomadaire de Medecine et de Chirurgie.  Chamou-lhe "la choree fibrillaire", que atualmente conhecemos como síndrome de Morvan. Desde então, foram publicados cerca de 60 casos na literatura francesa e noutros países.

## Introdução
A síndrome de Morvan é uma entidade predominantemente masculina, com um rácio entre homens e mulheres de 19 para 1. O único caso feminino foi o de uma doente com artrite reumatoide a fazer terapêutica com ouro que desenvolveu características ligeiras da síndrome de Morvan e cuja condição reverteu quando o tratamento foi interrompido. A insónia, a hiperidrose, a disautonomia e a mioquimia foram achados consistentes observados em 100% dos doentes. Por outro lado, as alucinações foram observadas em 75% dos doentes e os anticorpos contra os canais de potássio dependentes da tensão (VGKC) foram observados em 45% dos doentes. Outro achado muito consistente foi a ausência conspícua de convulsões em 100% dos casos e achados benignos na RMN em 100%, em contraste com a encefalite límbica, em que as convulsões e as anomalias estruturais do lobo temporal na RMN são achados clássicos. A mioquimia foi observada em 100% dos doentes e foi confirmada na maioria dos 80% casos com estudos EMG que revelaram atividade muscular espontânea, repetitiva ou contínua, sob a forma de fasciculações que eram uma combinação de descargas duplas, triplas, múltiplas ou neuromiotónicas.
Outros achados esporádicos foram níveis elevados de manganês em 5%, bandas oligoclonais no líquido cefalorraquidiano (LCR) em 15%, timoma em 40%, anticorpos contra o recetor da acetilcolina (AchR) em 30% dos doentes. No entanto, os anticorpos AchR em associação com características miasténicas foram observados em apenas 10% dos doentes. Vinte por cento dos doentes apresentavam anticorpos AchR sem características miasténicas.

## Etiologia
Inicialmente, a etiologia exacta desta síndrome não era completamente compreendida. Relatos ocasionais de envenenamento por metais pesados como o ouro, o manganês e o mercúrio foram implicados na sua etiologia e patogénese. A associação com níveis elevados de IgG e bandas oligoclonais no líquido cefalorraquidiano (LCR), tirotoxicose e hipotiroidismo autoimune, miastenia clínica ou subclínica, certas neoplasias como o timoma, cancro do pulmão de pequenas células, teratoma, adenoma da próstata e carcinoma in situ do cólon, também foram implicados na sua etiopatogénese. Num caso, foi relatada neuromiotonia isolada, sem qualquer sugestão de envolvimento do sistema nervoso central (SNC) ou do sistema nervoso autónomo (SNA), associada a infeção por Staphylococcus aureus. Também foi publicado outro caso após a doença do legionário e um caso associado a anticorpos contra o canal de cálcio do tipo N. Relatos mais antigos implicavam lesões no diencéfalo, nos gânglios basais e nos núcleos da rafe no cérebro e anomalias no metabolismo central da serotonina.
No entanto, atualmente, existem provas irrefutáveis que apoiam fortemente uma base autoimune na sua etiologia, sendo identificada uma forte associação com auto-anticorpos para o complexo de canais de potássio dependentes da voltagem (VGKCs). Tornou-se razoavelmente claro que os anticorpos VGKC são principalmente dirigidos contra proteínas que são parte integrante dos complexos VGKC no tecido cerebral. Proteínas como a proteína 2 associada à contactina (CASPR2) e a proteína 1LGI1 (leucine-rich glioma inactivated) foram identificadas como alvos primários dos auto-anticorpos.
O primeiro alvo de anticorpos identificado no complexo VGKC foi a CASPR2 em doentes com síndrome de Morvan. Subsequentemente, o LGI1 foi também reconhecido como um alvo adicional e significativo em alguns casos com MoS e também com encefalite límbica (EL). Além disso, uma minoria de doentes tem anticorpos dirigidos contra o terceiro componente antigénico identificado do complexo VGKC, nomeadamente a contactina-2.

## Epidemiologia
A ocorrência da síndrome de Morvan é bastante rara. Com base na literatura publicada, a síndrome de Morvan é quase exclusivamente observada em homens. Esta preponderância masculina é bastante intrigante. Um relatório mostrou ARNm codificador da proteína CASPR2 na glândula prostática, o que apoia a possibilidade de o sistema reprodutor masculino também poder albergar estes antigénios para além do tecido cerebral. Este achado foi consistente com o aparecimento da síndrome de Morvan em alguns doentes após a drenagem escrotal, tal como referido por Irani et al.

## Fisiopatologia
Como mencionado anteriormente, os anticorpos contra as proteínas do complexo VGKC, CASPR2 e LGI1 estão agora fortemente implicados na patogénese da síndrome de Morvan. Existem provas experimentais de que estes anticorpos podem causar hiperexcitabilidade neuronal ao suprimir as correntes de saída de potássio dependentes da voltagem, necessárias para a repolarização do nervo motor. A imunocoloração do tecido cerebral mostrou que estes anticorpos têm como alvo regiões do cérebro subtilmente diferentes, que provavelmente estão envolvidas na localização das características clínicas distintas observadas na síndrome de Morvan.
Os anticorpos CASPR2 são predominantemente observados na síndrome de Morvan e foram também frequentemente encontrados em associação com casos de timoma. Além disso, é provável que a timectomia e a quimioterapia do timoma desencadeiem o aparecimento da síndrome de Morvan, o que apoia a possibilidade de os tumores tímicos abrigarem alvos antigénicos, particularmente CASPR2, e ficarem de alguma forma expostos e potencialmente vulneráveis ao ataque de anticorpos após a timectomia ou a quimioterapia do timoma.
As várias combinações de ligação de anticorpos LGI1 e CASPR2 na síndrome de Morvan podem contribuir para o fenótipo multifocal caraterístico.
Sabe-se que os núcleos monoaminérgicos diencefálicos e do tronco cerebral estão envolvidos na excitação e na homeostase autonómica. Uma perturbação desta homeostase pode causar insónia, disautonomia e, menos frequentemente, hiponatremia.
A disfunção dos neurónios em qualquer parte do tálamo, do hipotálamo, do locus coeruleus e dos núcleos da rafe pode produzir insónia.
A disautonomia observada na síndrome de Morvan é provavelmente gerada no hipotálamo e nos núcleos da rafe.
No entanto, a hiponatremia relacionada com a SIADH foi por vezes encontrada em doentes com anticorpos LGI1. O anticorpo LGI1 liga-se aos neurónios paraventriculares hipotalâmicos que produzem ADH, que medeia a retenção de água. Isto sugere que a ligação do anticorpo LGI1 pode aumentar a secreção de ADH que, por sua vez, causa hiponatremia, embora alguns doentes com anticorpos CASPR2 tenham sódio plasmático baixo devido a um mecanismo desconhecido.
Verificou-se que os anticorpos LGI1 ou CASPR2 se ligam a todas estas regiões e, possivelmente, têm especificidades variáveis a nível subcelular que podem determinar o significado funcional relativo de cada anticorpo. Para além da distribuição do antigénio alvo, outros factores, incluindo a acessibilidade aos anticorpos circulantes e as propriedades fisiológicas das populações neuronais, podem também determinar as manifestações clínicas.
Como mencionado anteriormente na etiologia, alguns doentes também tinham anticorpos anti-contactina-2, que só raramente são encontrados na EL; a contactina-2 é expressa no tecido de condução cardíaco e alguns relatos que encontraram anticorpos anti-contactina-2 tinham tido instabilidade cardiovascular. Alguns outros doentes apresentavam reatividade a alvos antigénicos que não eram consistentes com LGI1, CASPR2 ou contactina-2, o que leva a suspeitar que estão presentes diferentes reactividades de anticorpos em, pelo menos, alguns destes doentes. 

## Historial e exame físico
A síndrome de Morvan é principalmente um diagnóstico clínico. Caracteriza-se por características causadas por hiperatividade do sistema nervoso central, autónomo e periférico.
As características do SNC incluem encefalopatia, insónia grave, alucinações complexas e vívidas, delírio, desorientação espacial e temporal, confusão, amnésia, agitação e beligerância.
As características do SNA, devido à instabilidade autonómica, são sudorese excessiva, febre, eritema palmo-plantar, prurido, sialorreia, obstipação grave, lacrimejamento excessivo, arritmias, hipertensão, perda de peso, pele e, raramente, hiponatremia devido à síndrome de secreção inapropriada da hormona antidiurética.
As características do sistema nervoso periférico (SNP) são a hiperexcitabilidade dos nervos periféricos, resultando numa atividade contínua das fibras musculares, dor neuropática, arreflexia (perda dos reflexos tendinosos profundos) e uma perda sensorial do tipo meia. A atividade contínua das fibras musculares manifesta-se como neuromiotonia, que é clinicamente observada como mioquimia (um termo cunhado por Schultze em 1895 para descrever esta hiperatividade muscular única e vividamente visível).
Estes incluem a maioria dos possíveis sintomas da síndrome de Morvan. No entanto, é menos provável que um doente individual manifeste todas as características clínicas acima referidas. A ocorrência variada das características clínicas da síndrome pode depender do tipo de anticorpo detectado, seja anti-CASPR2 ou anti-LGI1, ou ambos, ou outros anticorpos.
A presença de tumores (especialmente timoma), perda de peso e anticorpos adicionais dirigidos ao recetor da acetilcolina são encontrados em associação com os anticorpos CASPR2. Por outro lado, a hiponatremia sérica e os delírios, bem como a mioclonia, são mais comuns na presença de anticorpos LGI1.

## Avaliação
Como mencionado anteriormente, a síndrome de Morvan é um diagnóstico clínico. É necessário um elevado índice de suspeita clínica para diagnosticar a síndrome de Morvan quando um doente apresenta uma combinação das diversas características clínicas acima mencionadas. A maioria das investigações que são normalmente efectuadas nestes doentes, como a análise do LCR, a ressonância magnética cerebral, o EEG e a PET, são tipicamente inconclusivas. Os estudos EMG podem confirmar a mioquimia. No entanto, a deteção de anticorpos do complexo VGKC é uma prova diagnóstica fiável. Embora estes anticorpos sejam dirigidos contra CASPR2, LGI1, ou mais frequentemente ambos, a predominância do anticorpo CASPR2 é encontrada em associação com casos de timoma.

## Tratamento
Várias modalidades de tratamento já foram experimentadas com respostas clínicas variáveis. Estas incluem a terapia com ouro, agentes antiepilépticos como a carbamazepina, o valproato, o fenobarbital e a fenitoína, e procedimentos como a timectomia.
No entanto, a troca de plasma parece ser o tratamento mais eficaz disponível para a síndrome de Morvan, como observado em vários casos, para além da imunossupressão. A imunossupressão baseia-se na resposta do doente e é normalmente a modalidade de tratamento inicial experimentada antes da troca de plasma. Devido a razões pouco claras, a resposta clínica à plasmaférese e à imunossupressão também é variável. Está provavelmente relacionada com a variedade de factores séricos responsáveis por causar sintomas em populações mistas de doentes. Alguns autores postulam que, na síndrome de Morvan associada a outras doenças auto-imunes, como a miastenia e as doenças auto-imunes da tiroide, a imunossupressão é mais eficaz.

## Diagnóstico diferencial
Os dois primeiros diagnósticos diferenciais da síndrome de Morvan são a encefalite límbica (EL) e a neuromiotonia adquirida (síndrome de Issac). Alguns outros são também mencionados abaixo.
A encefalite límbica tem características do SNC muito semelhantes às da síndrome de Morvan. No entanto, existem diferenças subtis entre estas duas doenças. A insónia grave, a hiperidrose e a mioquimia são características da síndrome de Morvan. Já a EL apresenta amnésia, convulsões e anormalidades estruturais do lobo temporal em exames de imagem. A EL difere da síndrome de Morvan pela ausência conspícua de neuromiotonia e disautonomia. Existem também outras diferenças bioquímicas e radiológicas. Os anticorpos CASPR2 são mais predominantes na síndrome de Morvan; os anticorpos LGI1 são mais predominantes na LE. Outras características que distinguem a síndrome de Morvan da EL clássica são a presença de dor neuropática nos membros inferiores, perda de peso, género masculino e associação com timomas.
A neuromiotonia adquirida ou síndrome de Isaac é uma doença semelhante à síndrome de Morvan, com hiperexcitabilidade dos nervos periféricos, mas sem disfunção evidente do SNC ou do SNA, que é notada de forma muito evidente na síndrome de Morvan.
A síndrome de Guillain-Barré (SGB) é uma neuropatia ascendente mediada pelo sistema imunitário com fraqueza muscular, incluindo perda de reflexos tendinosos profundos, e privação sensorial resultante da lesão do sistema nervoso periférico. A SGB é geralmente desencadeada por uma infeção viral e, menos frequentemente, pode surgir após uma cirurgia ou vacinação. O diagnóstico é geralmente efectuado por exclusão clínica e apoiado por testes como estudos de condução nervosa e análise do LCR. Em casos graves, o tratamento imediato com imunoglobulinas intravenosas ou plasmaférese, juntamente com cuidados de apoio, conduzirá à recuperação funcional na maioria dos casos.
Características clínicas como insónia grave, alucinações, confusão mental, atividade motora complexa, estado onírico e ativação autonómica, coletivamente designadas por "agrypnia excitata", que é uma caraterística clínica frequentemente encontrada na insónia fatal familiar (IFF), foram também descritas num relatório da síndrome de Morvan. No entanto, a IFF é uma doença de priões e as anomalias cerebrais estruturais são claramente observadas na imagiologia, ao contrário da síndrome de Morvan.

## Prognóstico
A história natural da síndrome de Morvan é variável. Alguns casos foram descritos como tendo remissão espontânea, e outros necessitaram de tratamento extensivo, principalmente sob a forma de imunoterapia, incluindo troca de plasma e imunossupressão a longo prazo. Alguns casos foram fatais. O prognóstico global da síndrome de Morvan foi particularmente mau quando associado a timoma.

## Outras questões
A notável melhora clínica geralmente observada após a troca de plasma apóia fortemente a idéia de que os auto-anticorpos causam esta enfermedade. Embora a combinação de anticorpos contra CASPR2 e LGI1 possa explicar muitos aspectos do fenótipo clínico, o quadro clínico completo não é totalmente definido apenas por anticorpos contra CASPR2 e LGI1. É possível que existam alguns anticorpos dirigidos contra outras proteínas do complexo VGKC, o que ajudaria a explicar a localização multifocal do fenótipo.
São necessários mais estudos para determinar com precisão todos esses anticorpos, para além dos anticorpos anti CASPR2, LGI1 e Contactin2, os seus desencadeantes, os seus locais de ligação e os seus alvos moleculares. Se os anticorpos séricos afectam o SNC direta ou indiretamente através da alteração de algumas neuro-hormonas também não é claro e requer mais investigação. De facto, trata-se de um fenómeno autoimune, no entanto, o que desencadeia o fenómeno autoimune não é claro na maioria dos casos. A possibilidade de outros factores séricos para além dos auto-anticorpos ou de uma malignidade primária oculta que manifeste prematuramente as suas características paraneoplásicas também não está excluída.

## Melhorar os resultados da equipa de cuidados de saúde
Nos doentes que apresentam síndromes de atividade contínua das fibras musculares, apesar de rara, a síndrome de Morvan deve ser sempre considerada no diagnóstico diferencial. Deve ser efectuada uma pesquisa exaustiva de timoma ou de outros tumores malignos ocultos, de anticorpos anti-VGKC e de outros auto-anticorpos para um diagnóstico e tratamento precoces desta doença tratável, mas possivelmente fatal. Se for descoberta, os melhores resultados serão alcançados com uma equipa interprofissional de enfermeiros e clínicos com formação especial a prestar cuidados ao doente. [Nível 5]